# DFB-Futsal-Cup 2011
Der DFB-Futsal-Cup 2011 war die sechste Auflage des DFB-Futsal-Cups, der deutschen Meisterschaft im Futsal. Die Endrunde begann am 19. März und endete mit dem Final Four in der Ringarena am Nürburgring am 8. und 9. April 2011. Sieger wurde der SD Croatia Berlin.

## Teilnehmer
Für den DFB-Futsal-Cup qualifizierten sich die Meister der fünf Regionalverbände des DFB. Dazu kamen drei Vizemeister.
| Platz | Nord            | West                 | Südwest         | Süd                     | Nordost           |
| 1     | MSV Hamburg     | Futsal Panthers Köln | FSV Bretzenheim | VfR Ittersbach          | SD Croatia Berlin |
| 2     | BSC Brunsbüttel | Holzpfosten Schwerte |                 | Bayern Kickers Nürnberg |                   |

## Spielplan

### Viertelfinale
Gespielt wurde am 19. März 2011.
|                   | Ergebnis |                         |
| ----------------- | -------- | ----------------------- |
| VfR Ittersbach    | 13:4     | BSC Brunsbüttel         |
| FSV Bretzenheim   | 5:8      | Bayern Kickers Nürnberg |
| MSV Hamburg       | 6:8      | Holzpfosten Schwerte    |
| SD Croatia Berlin | 3:1      | Futsal Panthers Köln    |

### Halbfinale
Gespielt wurde am 8. April 2011.
|                      | Ergebnis |                         |
| -------------------- | -------- | ----------------------- |
| VfR Ittersbach       | 2:4      | Bayern Kickers Nürnberg |
| Holzpfosten Schwerte | 6:9      | SD Croatia Berlin       |

### Spiel um Platz drei
Gespielt wurde am 9. April 2011.
|                | Ergebnis |                      |
| -------------- | -------- | -------------------- |
| VfR Ittersbach | 6:4      | Holzpfosten Schwerte |

### Finale
Gespielt wurde am 9. April 2011.
|                         | Ergebnis |                   |
| ----------------------- | -------- | ----------------- |
| Bayern Kickers Nürnberg | 0:3      | SD Croatia Berlin |